# Січневий наступ Гуцульської армії
Січневий наступ гуцульського війська — військова операція, проведена в січні 1919 року для визволення Мараморощини від угорських військ. Ця операція була частиною боротьби за незалежність українських земель на Закарпатті після розпаду Австро-Угорської імперії. Частину Закарпаття було визволено. 

## Передумови
Після проголошення 8 січня 1919 року Гуцульської республіки в селі Ясіня, українське населення Закарпаття піднялося на боротьбу за визволення від угорської адміністрації, яка намагалася зберегти контроль над регіоном. Бажання возз’єднатися із ЗУНР і створити власне самоврядування було мотивоване національним прагненням українців та бажанням звільнитися від іноземного гніту. Гуцульська Народна Рада, очолювана Степаном Клочураком, координувала цю боротьбу, організовуючи військові дії проти угорських сил.

## Хід операції

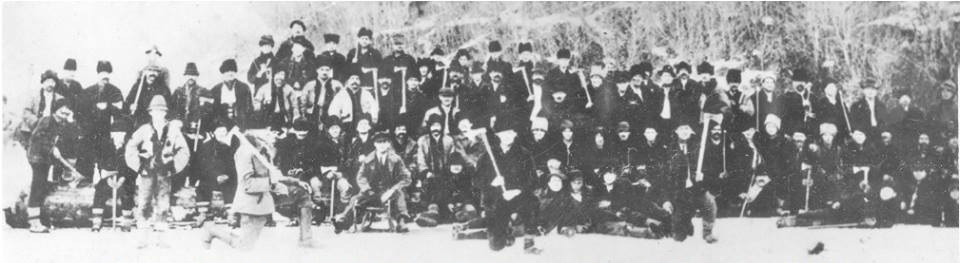

13 січня 1919 року Гуцульське військо, підсилене загоном Української Галицької Армії (УГА), розпочало наступ уздовж залізниці Ясіня — Сигіт. Піхотні підрозділи прикривали два бронепоїзди, озброєні артилерією та кулеметами. Вони визволяли населені пункти, серед яких Білин, Рахів та Великий Бичків. У кількаденних боях угорські війська були розбиті, що дозволило визволити всі українські населені пункти на сучасній Рахівщині, а також лівобережжя Тиси (нині частина території Румунії).

## Результати та наслідки
Після визволення населених пунктів було створено місцеві органи влади. У визволених селах обирали старост, призначали військових комендантів, а в установах запроваджували українську мову. Соціальна політика була спрямована на підтримку малозабезпечених: військові склади надавали продукти солдатським удовам і багатодітним сім'ям. На місцях розпочали відбудову мостів, доріг та лісових промислів, що мало важливе значення для економічного розвитку регіону.